# Nhông hàng rào
Calotes versicolor (tên tiếng Anh: Oriental garden lizard, changeable lizard tiếng Việt: Nhông hàng rào, nhông rào) là một loài thằn lằn được tìm thấy phân bố rộng rãi ở Châu Á nhưng hiện đang được xem xét lại. Nó cũng đã được du nhập ở nhiều nơi khác trên thế giới.

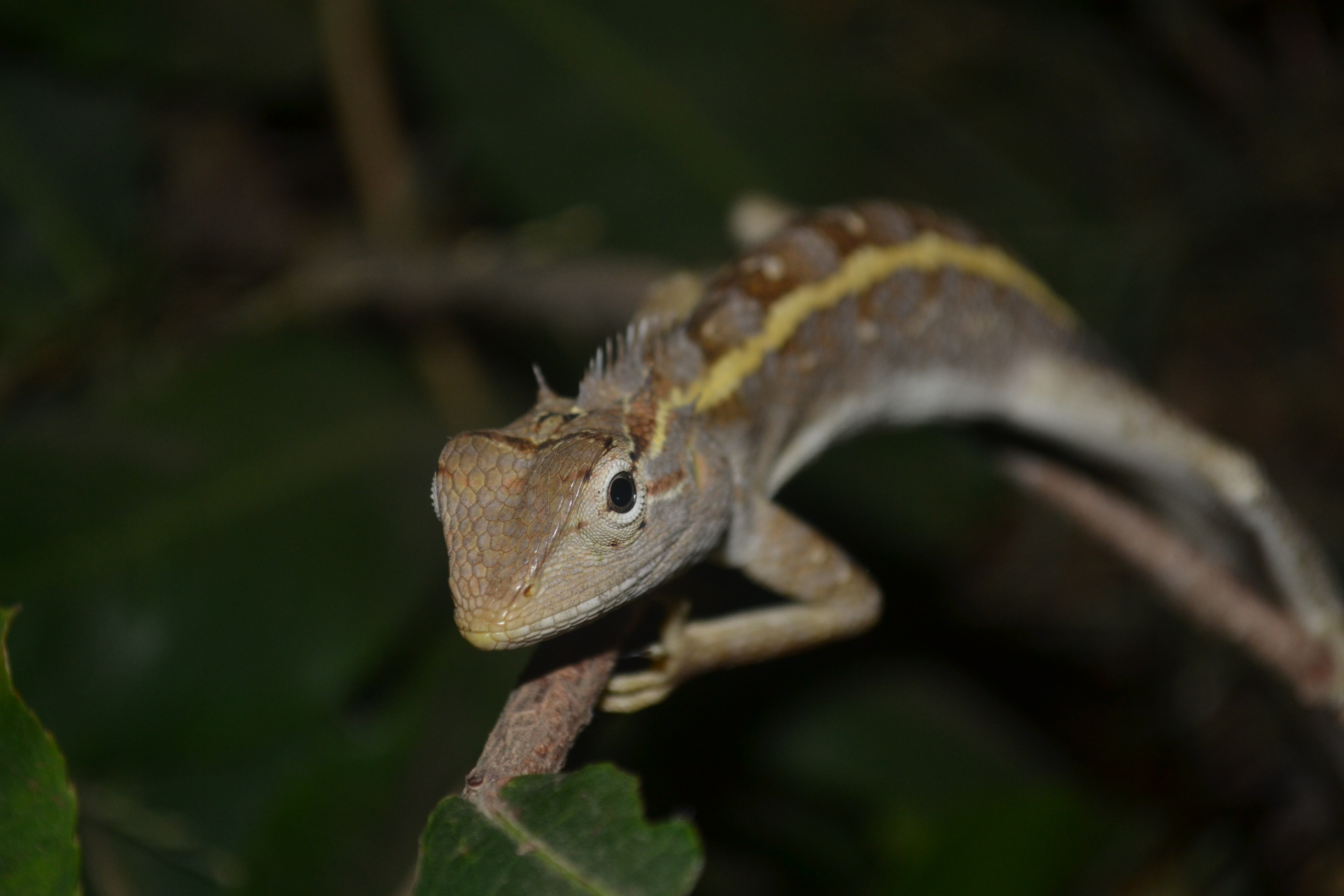
Một cá thể nhông rào. Có thể nhìn rõ vảy và gai trên cổ nó.

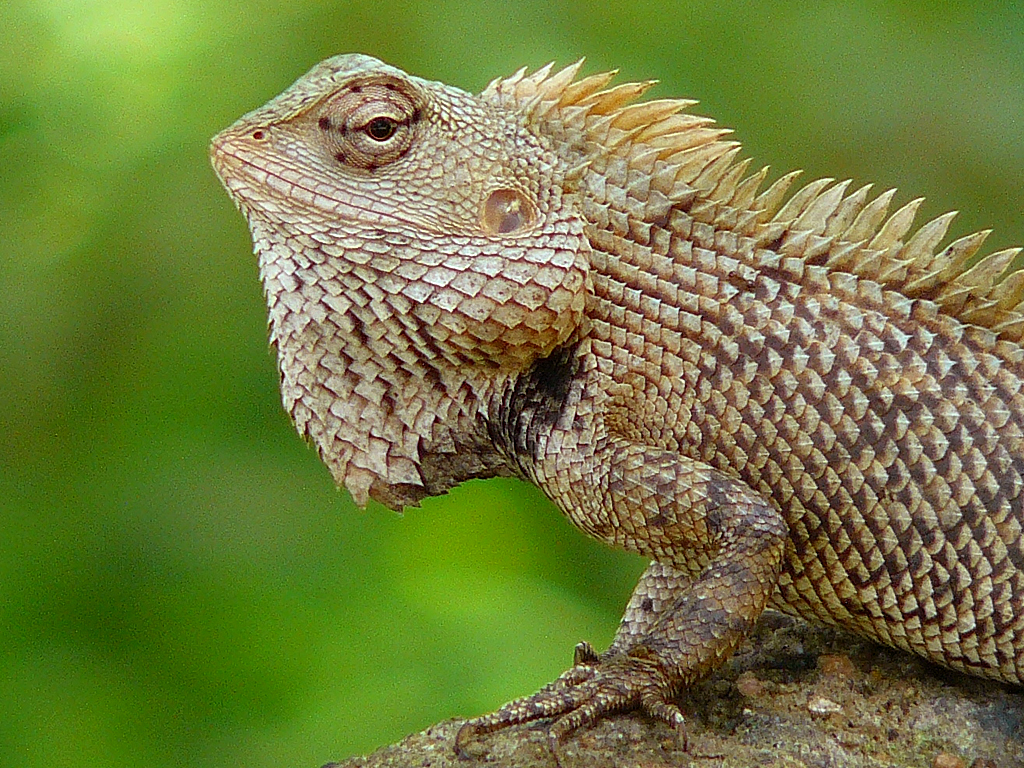
Ở gần Guruvayur, Kerala, Ấn Độ

Nó là một loài ăn côn trùng và con đực có cổ màu đỏ tươi trong mùa sinh sản dẫn đến tên thông thường sai là "Nhông hút máu".

## Phân bố
Phạm vi bản địa của loài bao gồm Đông Nam Iran, Afghanistan, Pakistan, Nepal, Bhutan, Ấn Độ (bao gồm cả quần đảo Andaman và đặc biệt phổ biến ở Trung Ấn Độ), Sri Lanka (Tích Lan), Myanmar, Thái Lan, Tây Malaysia, Maldives, Việt Nam, Campuchia, đảo Pulo Condore, Nam Trung Quốc (Vân Nam, Quảng Đông, Quảng Tây, Hồng Kông, đảo Hải Nam), Indonesia (Sumatra), Mauritius (Reunion, Rodrigues). Nó đã được du nhập vào Oman, Singapore và Hoa Kỳ. Nó cũng đã được du nhập vào Singapore từ Malaysia và Thái Lan vào thập niên 1980. Tại Singapore, nó là một mối đe dọa cho loài nhông bản địa Bronchocela cristatella. Nhông hàng rào tương đối phổ biến và được tìm thấy trong một loạt các môi trường sống. Nó dường như thích ứng tốt với con người và do đó không bị gặp nguy hiểm.

## Chế độ ăn uống
Nhông hàng rào ăn chủ yếu là côn trùng và động vật có xương nhỏ, bao gồm cả động vật gặm nhấm và thằn lằn khác. Đôi khi, nhông hàng rào non không có kinh nghiệm có thể bị nghẹt thở do con mồi quá lớn. Chúng thỉnh thoảng cũng ăn thực vật. Chúng thường được tìm thấy trong bụi rậm ở môi trường sống thoáng đãng, bao gồm cả khu vực đô thị hóa cao.

## Sinh sản
Khoảng 10-20 trứng được đẻ và vùi lấp trong đất ẩm. Những quả trứng dài, hình con suốt và được bao phủ bởi một lớp da. Chúng nở trong khoảng 6-7 tuần. Chúng có thể sinh sản khi vào khoảng 1 tuổi.

## Bộ sưu tập

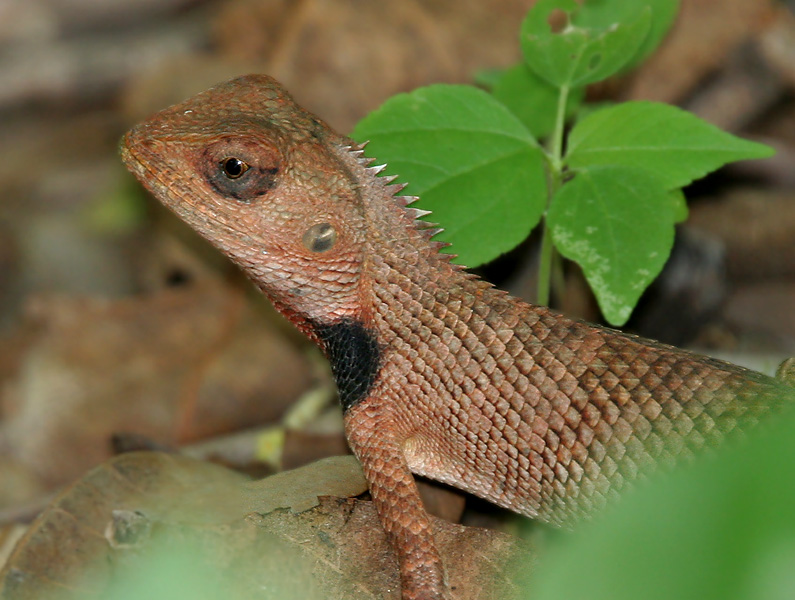
Sau khi ăn con mồi tại Narsapur, quận Medak, Ấn Độ.
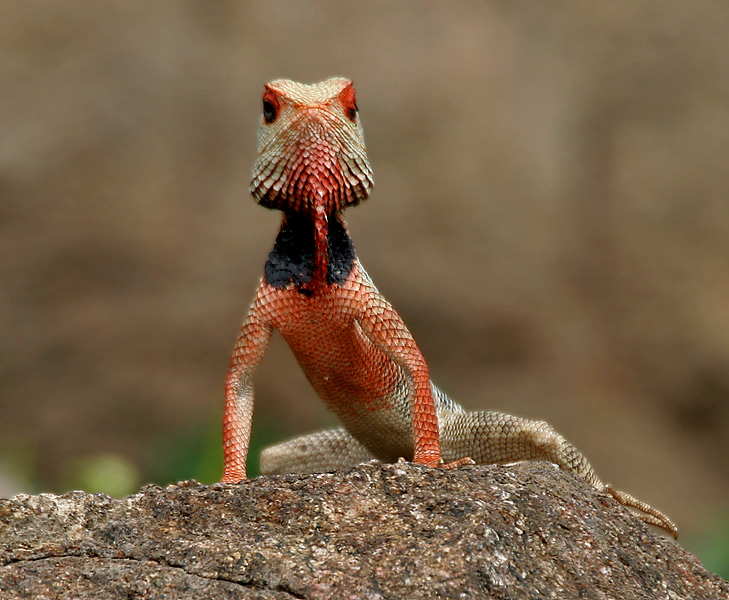
Nhông đực tại hồ Pocharam, Andhra Pradesh, Ấn Độ.
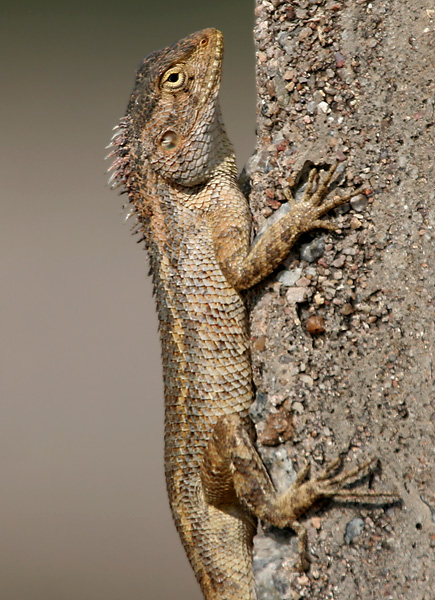
Tại Bhuvanagiri, Andhra Pradesh.
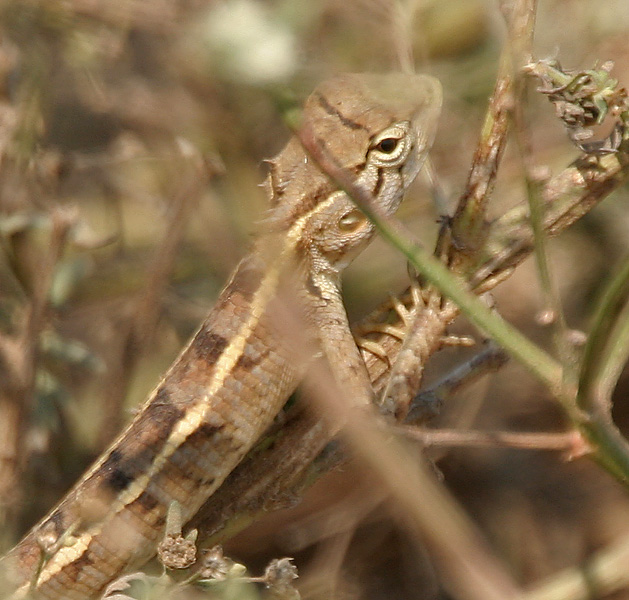
Nhông cái tại Khu bảo tồn thiên nhiên Krishna, Andhra Pradesh, Ấn Độ.
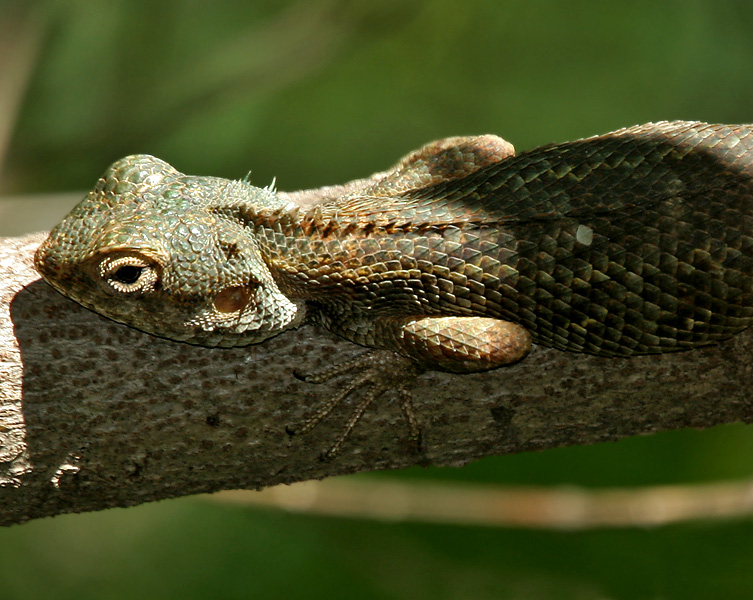
Tại Narsapur, quận Medak, Ấn Độ.
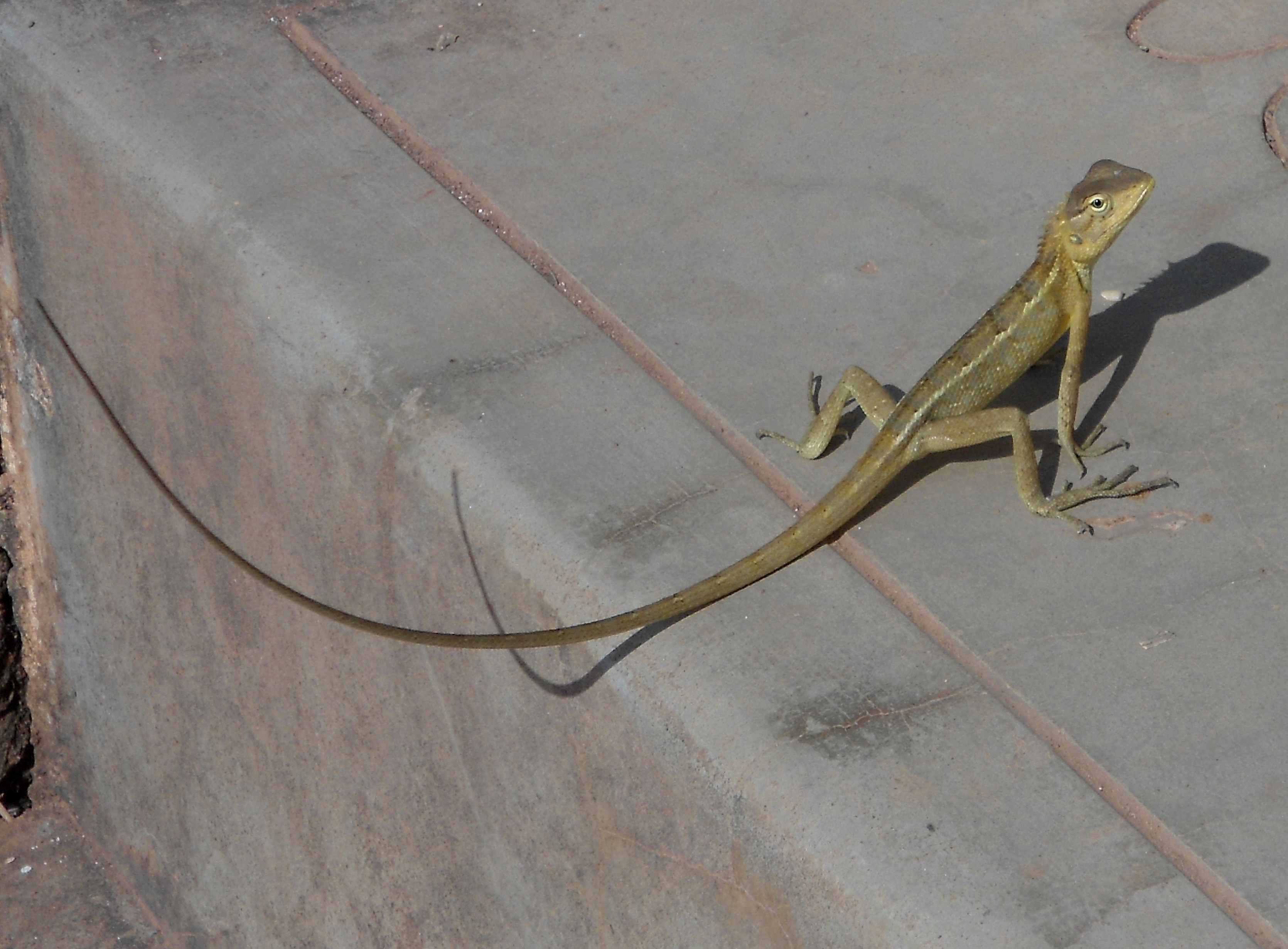
Calotes versicolor (cái) tại Peddapuram, Andhra Pradesh, Ấn Độ.
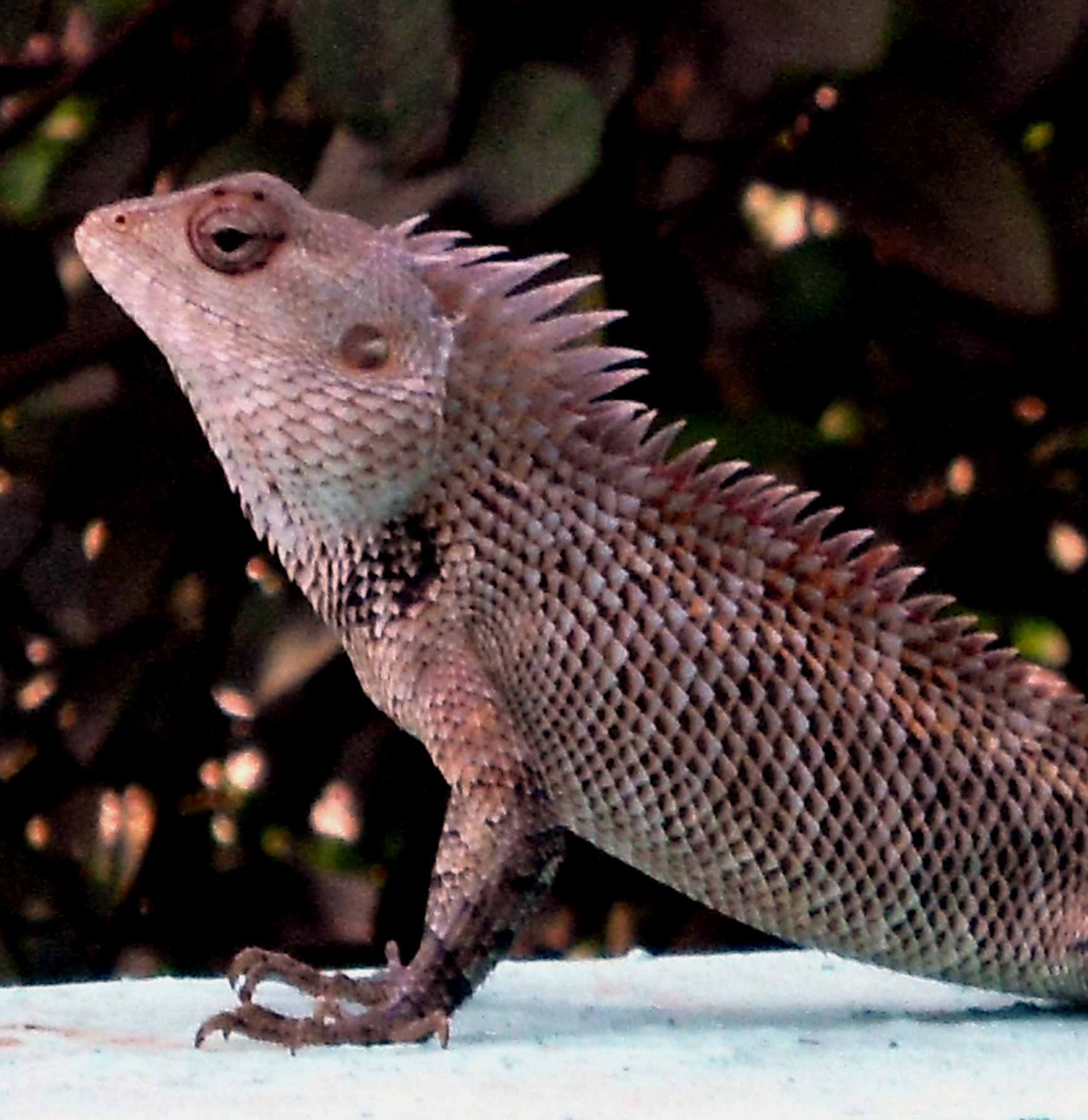
Calotes versicolor tại Madhurawada, Visakhapatnam, Ấn Độ.
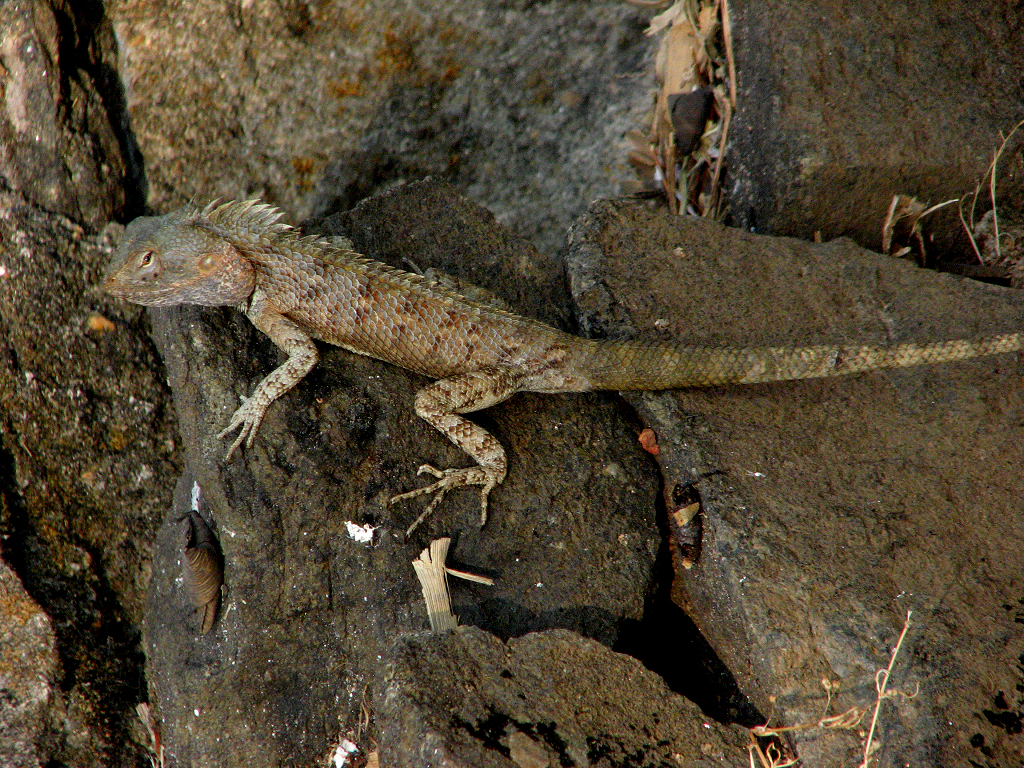
Kerala, Ấn Độ.
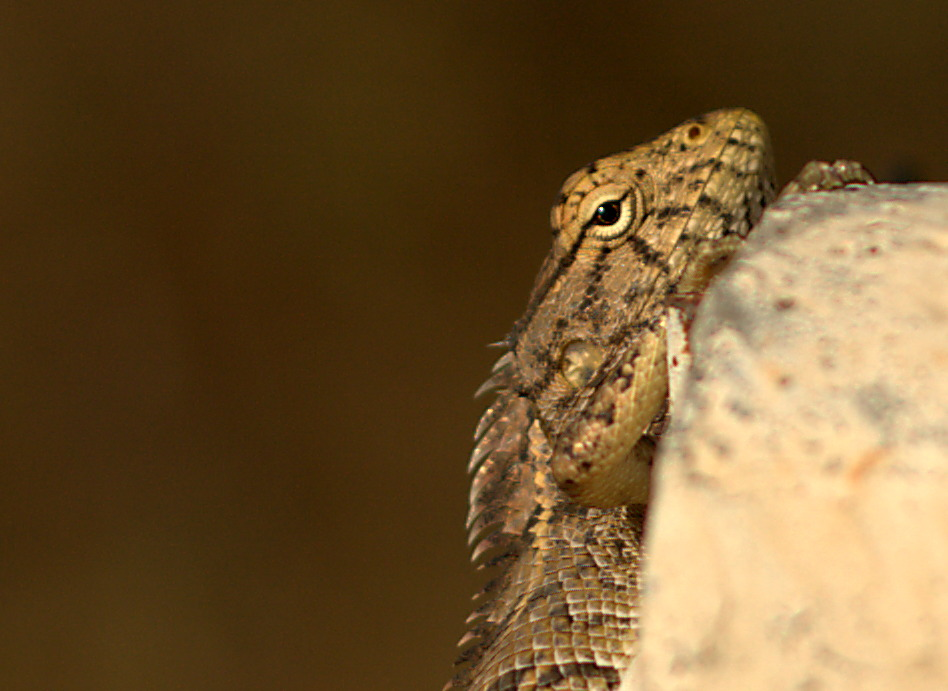
Chụp tại Pune, Maharashtra, Ấn Độ
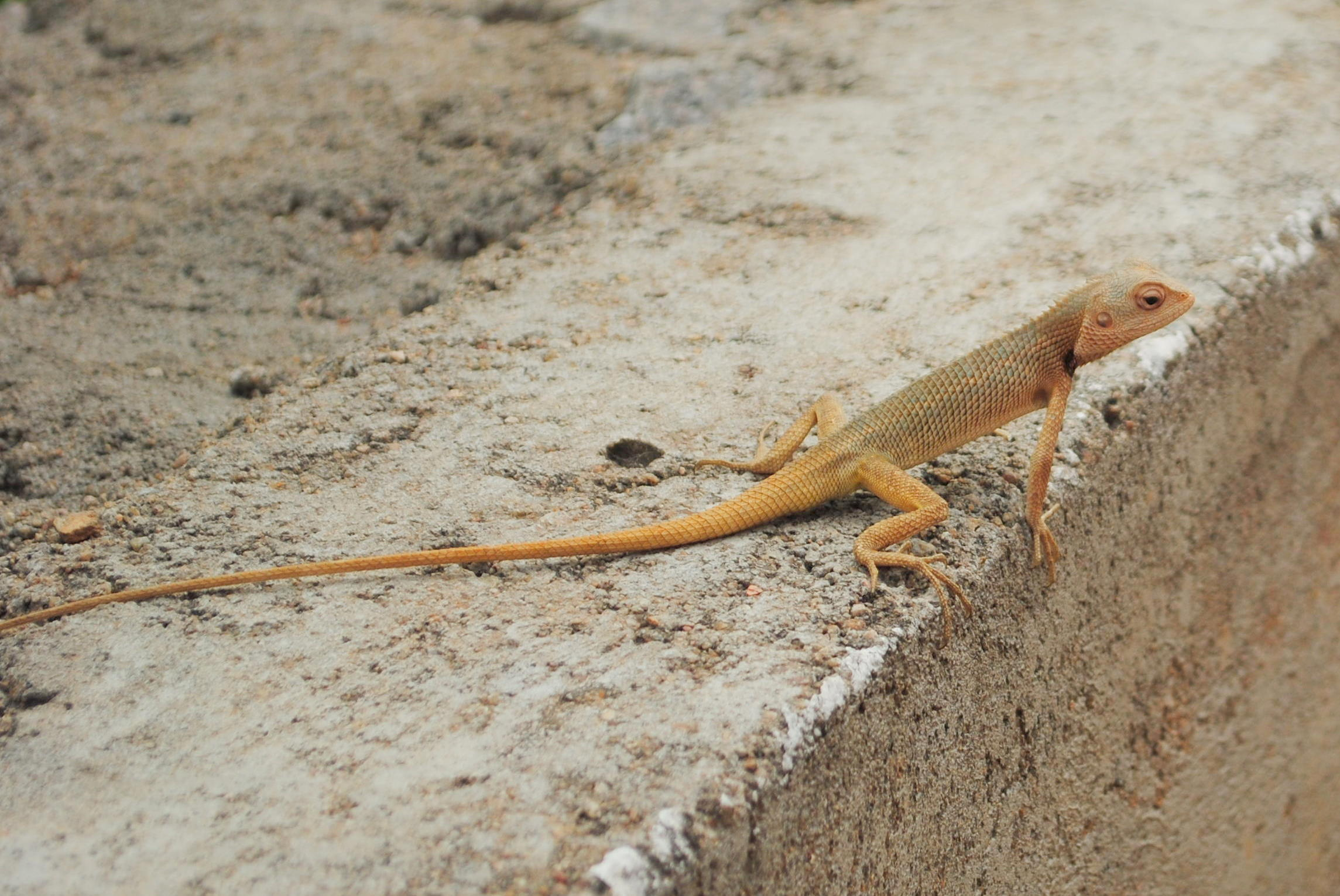
Nhông đực nhỡ tại Andhra Pradesh, Ấn Độ.
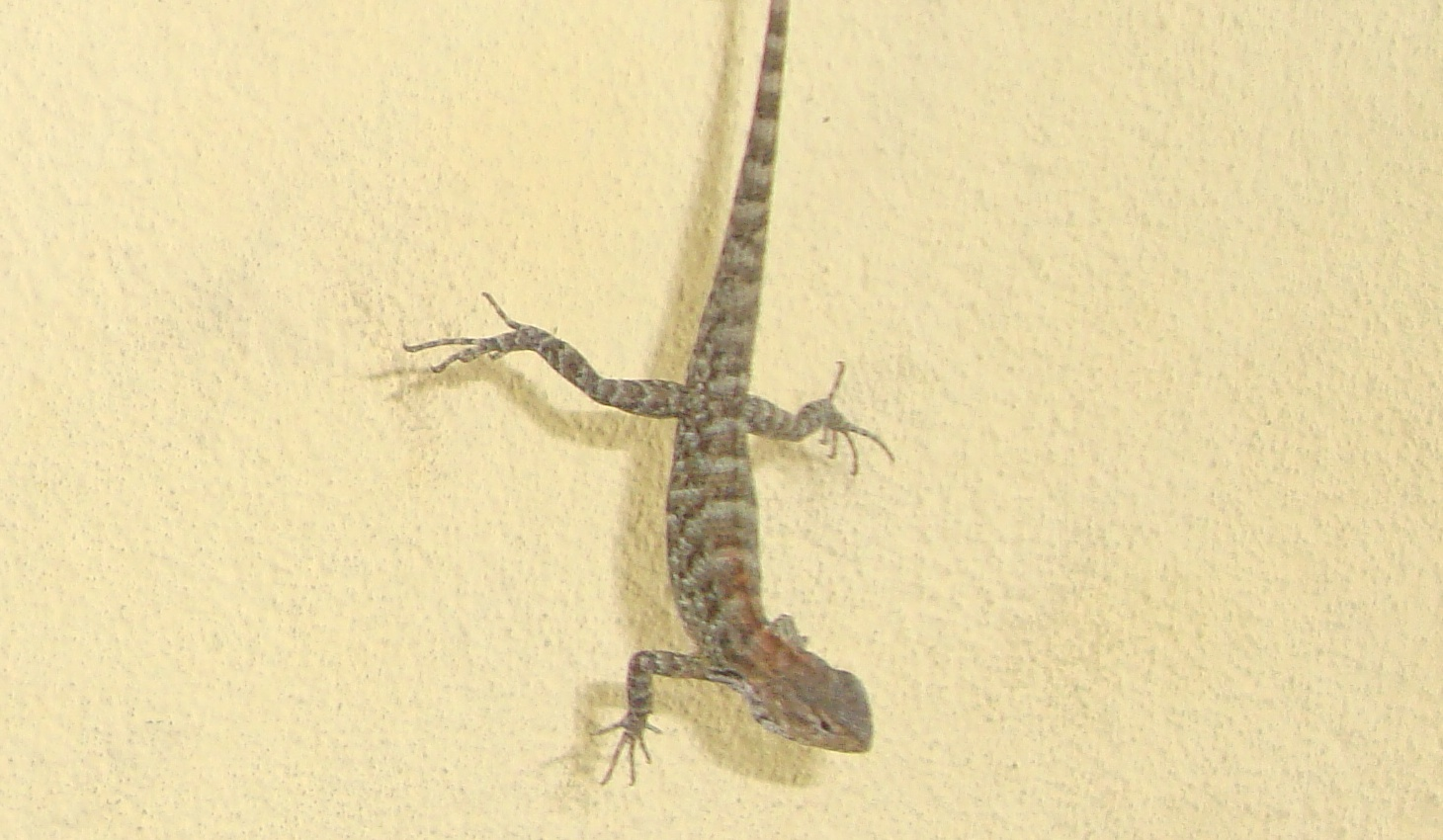
Nhông hàng rào tại Kathmandu, Nepal.
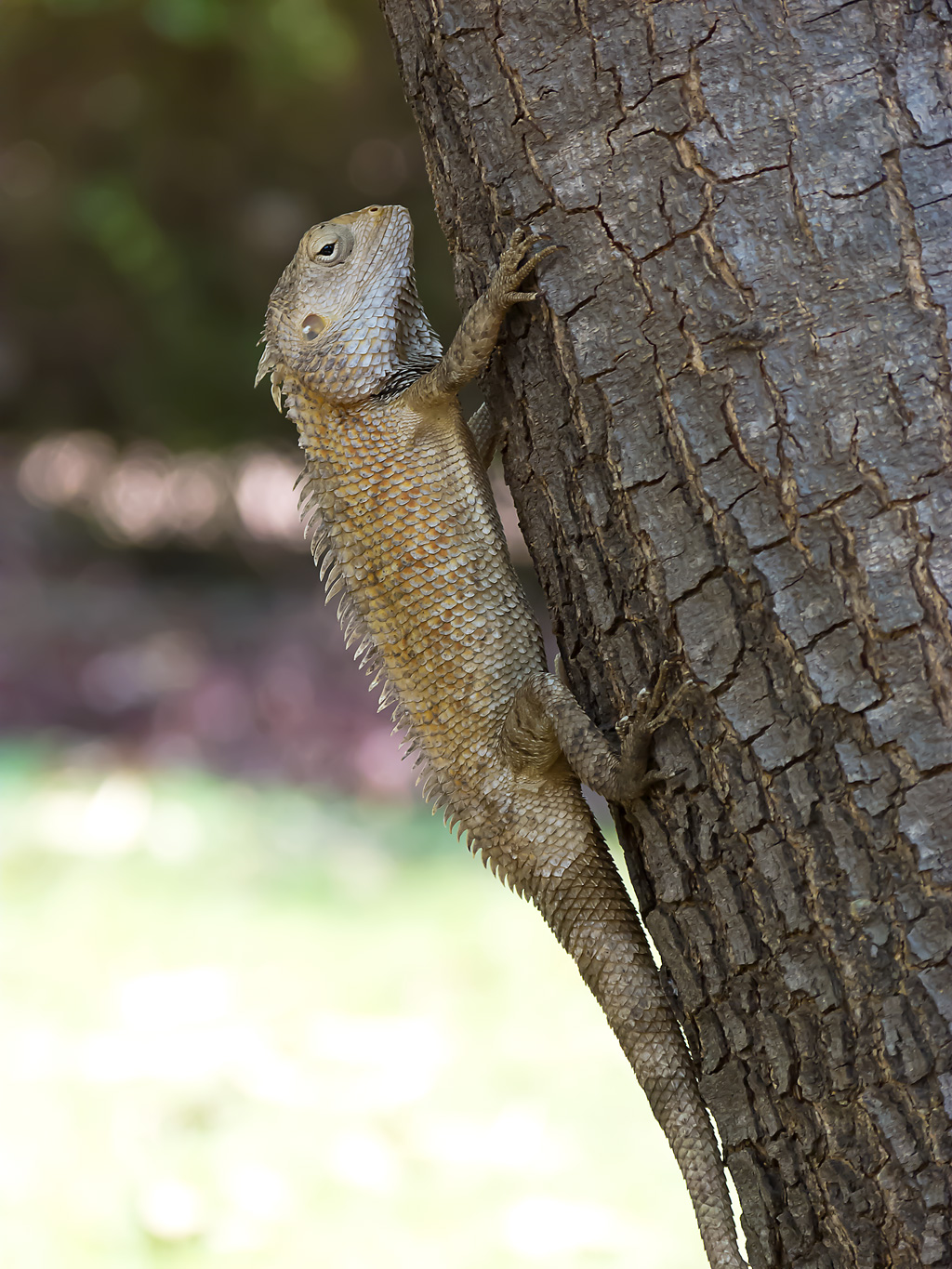
Nhông hàng rào tại Vellore, Tamil Nadu, Ấn Độ.

## Tham khảo

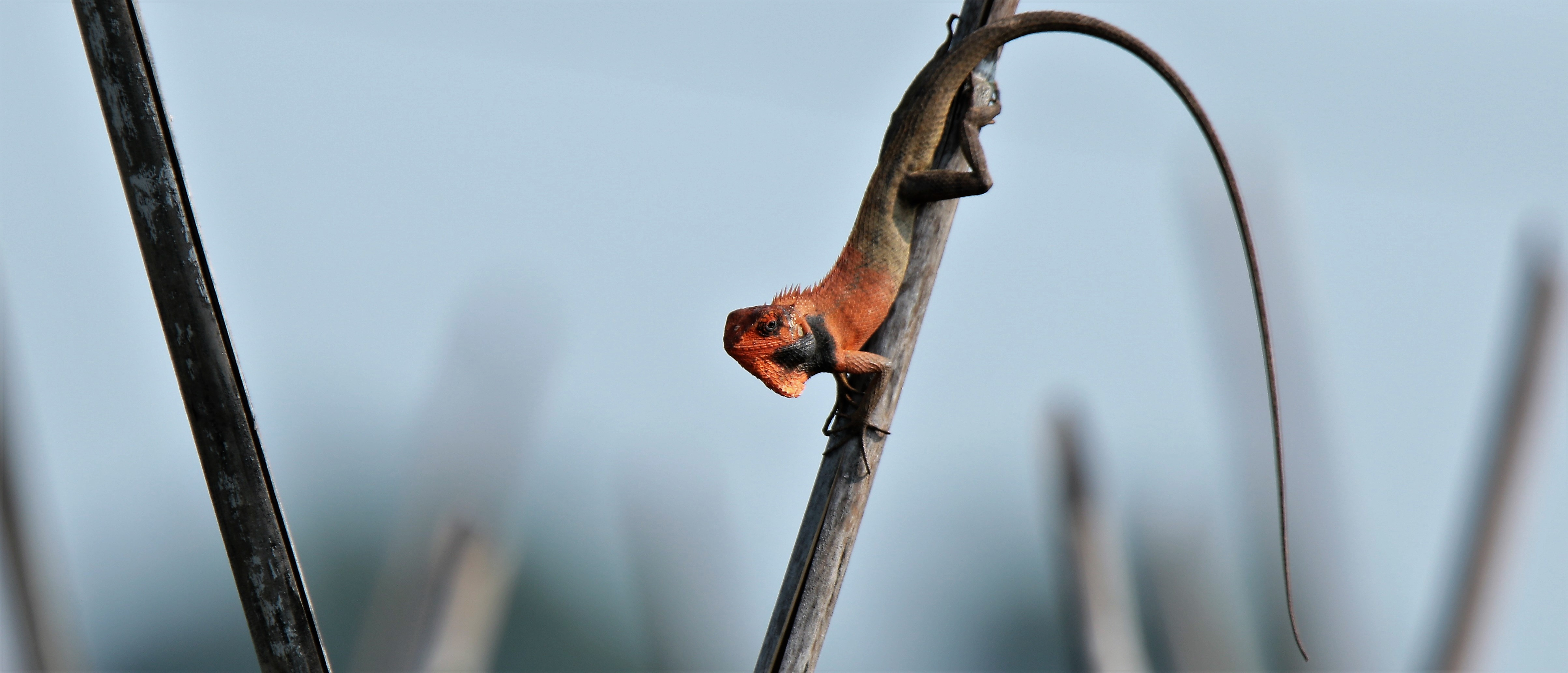